# Гамбир
Гамбир (лат. Uncaria gambir) — растение семейства Мареновые (Rubiaceae), вид рода Ункария, произрастающее в Индии, Малайзии, Мьянме и Индонезии. Там же и культивируется.

## Биологическое описание
Гамбир — ветвистый кустарник, цепляющийся за деревья с помощью крючковатых прицепок.
Листья крупные супротивные цельнокрайные яйцевидные с прилистниками.
Цветки мелкие розовые, собраны в головчатые соцветия, попарно сидящие на общих длинных цветоносах. Часть соцветий недоразвиваются и сохраняют загнутые дугой крючки и толстые цепляющиеся усики.

## Химический состав
Молодые ветви и листья растения богаты характерными дубильными веществами, образованными путём конденсации так называемых катехиновых единиц (катехина, эпикатехина и их димеров).

## Таксономия
Uncaria gambir (W.Hunter) Roxb., Flora of India. Calcutta: Botanical Survey of India. 2: 126. 1824.

### Синонимы
- Nauclea gambir W.Hunterbasionym
- Ourouparia gambir (W.Hunter) Baill.
- Uncaria gambir var. latifolia S.Moore
- Uruparia gambir (Hunter) Kuntze

## Использование
Раствор гамбир-катеху применяется как вяжущее средство внутрь, для примочек снаружи и для полоскания при рыхлости и кровоточивости дёсен. Местным населением гамбир-катеху используется для изготовления бетелевой жвачки, а также как красящее и дубильное средство.

## Сырьё
Двулетние ветви растения обрезают и ободранные с них листья вместе с верхушками ветвей вываривают в воде. Затем вытяжка сгущается до сиропообразной массы, которая при остывании превращается в так называемый гамбир-катеху. Гамбир-катеху представляет собой глыбообразные куски, снаружи тускло-красно-бурые, изнутри светло-желтовато-бурые, очень лёгкие (плавают на поверхности воды), пористые, легко растираемые в порошок. При растворении в воде с железоаммониевыми квасцами даёт чёрно-зелёноё окрашивание, что свидетельствует о наличии конденсированных дубильных веществ.